# Aktoprak, Şehitkamil
Aktoprak là một thị trấn thuộc huyện Şehitkamil, tỉnh Gaziantep, Thổ Nhĩ Kỳ.